# 순종어차
순종어차(純宗皇帝御車)는 서울특별시 종로구 와룡동, 창덕궁에 있는, 미국 GM사가 1918년에 제작한 캐딜락 리무진으로 순종황제(純宗 1874~1926/재위기간 1907~1910)가 주로 탔던 것으로 알려진 자동차이다. 2006년 12월 4일 대한민국의 국가등록문화재 제318호로 지정되었다.

## 개요
미국 GM사가 1918년에 제작한 7인승, 31.25마력, 배기량 5,153cc인 캐딜락 리무진( Type 57)으로 순종황제(純宗 1874~1926/재위기간 1907~1910)가 주로 탔던 것으로 알려진 자동차이다.차체는 철재가 아닌 목재이고 외부는 칠漆로 칠해져 있다. 전체적인 형태가 마차와 비슷한 모습을 하고 있어 초기 자동차 모델의 특징을 보여준다. 1992년 당시 문화재관리국과 현대자동차가 복원 작업에 뜻을 모아 순정황후 어차와 함께 1997년부터 5년에 걸쳐 원형에 가깝게 수리·복원되었다.

## 갤러리

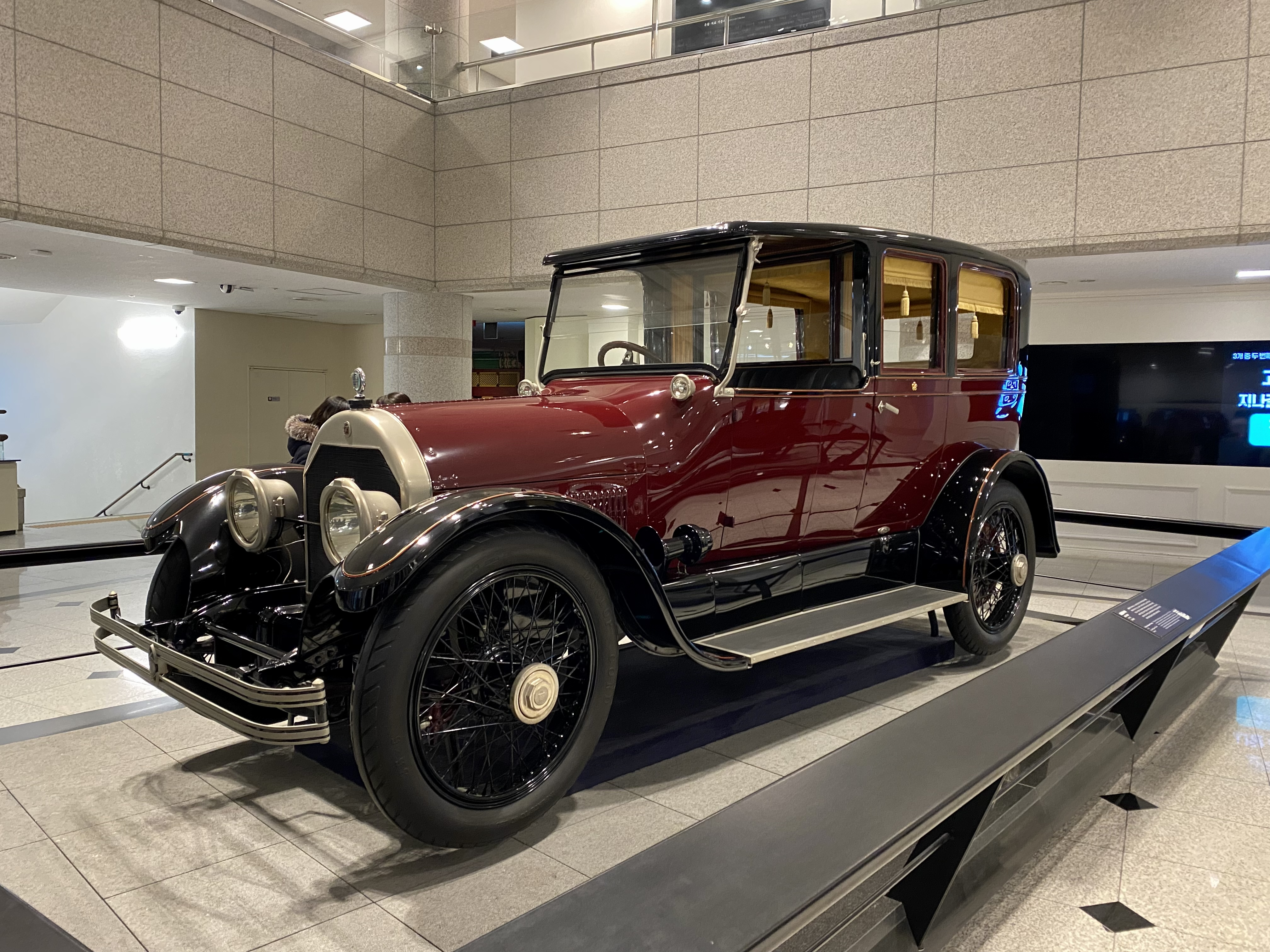
국립고궁박물관에 전시되어있는 순종황제 어차
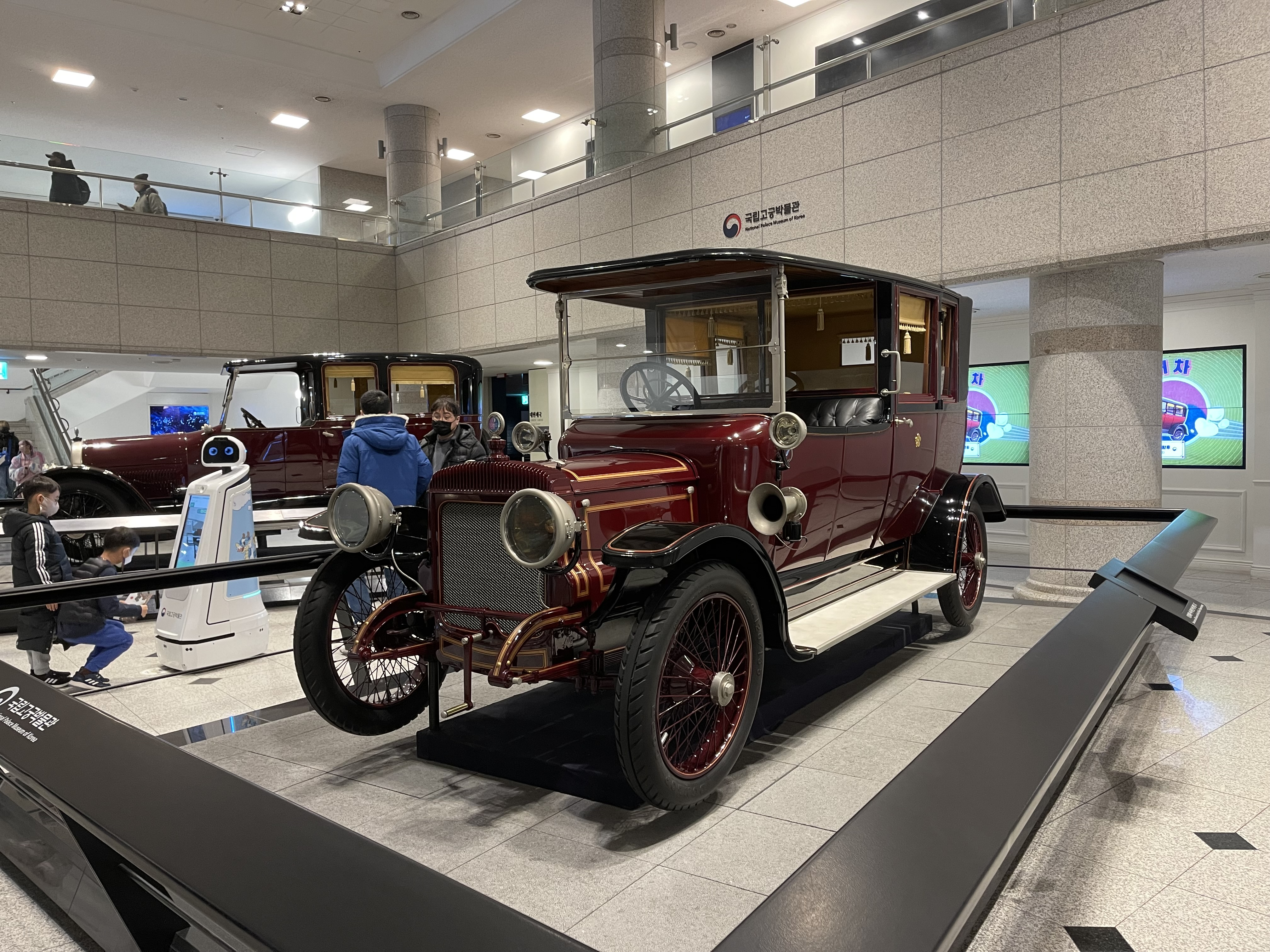

## 같이 보기
- 리무진

## 참고 자료
- 순종어차 - 국가유산청 국가유산포털